# Dieter Versen
Dieter Versen (* 22. Juni 1945 in Bochum; † 8. April 2025) war ein deutscher Fußballspieler. Der Mittelfeld- und Abwehrspieler wird in der Fußball-Bundesliga für den VfL Bochum mit 158 Ligaeinsätzen (4 Tore) geführt. Davor war er bereits in der zweitklassigen Fußball-Regionalliga West von 1965 bis 1971 für die Mannschaft von der Castroper Straße in 133 Ligaspielen aufgelaufen und hatte dabei 12 Tore erzielt.

## Karriere
1959 begann Versen als Jugendspieler seine Fußballlaufbahn beim VfL Bochum. Von 1963 bis 1979 spielte er für den VfL Bochum als Abwehrspieler. Versen debütierte mit 18 Jahren unter Trainer Hubert Schieth am 1. Dezember 1963 bei einem 3:2-Erfolg gegen den TB Eickel in der Seniorenmannschaft des VfL. Mit dem VfL wurde er in der Saison 1964/65 Meister der Verbandsliga Westfalen. Nach dem Aufstieg 1965 in die Fußball-Regionalliga West absolvierte er 133 Regionalligaspiele für den VfL, in denen er 12 Tore schoss und ab dessen Bundesligazugehörigkeit (1971) weitere 158 Bundesligaspiele, in denen er vier Tore erzielen konnte. In den Runden 1969/70 und 1970/71 gehörte er den Meistermannschaften des VfL Bochum an. Ebenfalls wurde er in 16 Aufstiegsrundenspielen für Bochum eingesetzt, in denen er zwei Tore schoss und 1971 im zweiten Anlauf unter Trainer Hermann Eppenhoff den Aufstieg in die Bundesliga erreichte.
1968 hatte er mit dem VfL das DFB-Pokal-Finale erreicht, welches gegen den 1. FC Köln 1:4 verloren wurde. 1976 beendete er seine Spielerlaufbahn und wurde beim VfL Jugendtrainer. Zur Runde 1977/78 wurde er wieder reaktiviert. Seinen endgültig letzten Bundesligaeinsatz bestritt Versen am 17. März 1979 bei einem 3:1-Auswärtserfolg gegen den FC Schalke 04. Er wurde in der 8. Minute von Trainer Heinz Höher für Paul Holz eingewechselt und bildete mit Franz-Josef Tenhagen, Holger Trimhold und Walter Oswald das VfL-Mittelfeld.
Im Spielerlexikon wird er als „ein laufstarker Achter, der pausenlos hoch und runter marschierte und seinem Spielmacher die Drecksarbeit abnahm“ beschrieben. Insgesamt machte das VfL-Eigengewächs über 600 Spiele für den VfL. Nach dem Ende seiner Spielerlaufbahn blieb Versen in Bochum und arbeitete in einem chemischen Labor. Er war gelernter Laborant.
1979 wechselte er in die USA zu den San José Earthquakes.  Dort kam er noch zu 29 Einsätzen und einem Tor in der NASL.